# بيتشك محلة (كتول)
بیتشك محلة (بالفارسية: پیچک‌محله) هي قرية تقع في إيران في قسم کتول الریفي. يقدر عدد سكانها بـ 2,304 نسمة .